# Eumecia anchietae
Espèce
Eumecia anchietae est une espèce de sauriens de la famille des Scincidae.

## Répartition
Cette espèce se rencontre en Angola, dans le sud de la République démocratique du Congo, en Zambie, en Tanzanie et au Kenya.

## Liste des sous-espèces
Selon The Reptile Database (21 septembre 2012) :
- Eumecia anchietae anchietae Bocage, 1870
- Eumecia anchietae major Laurent, 1964
- Eumecia anchietae wittei Laurent, 1964

## Étymologie
Cette espèce est nommée en l'honneur de José Alberto de Oliveira Anchieta (1832-1897).

## Publications originales
- Bocage, 1870 : Description d'un "Saurien" nouveau de l'Afrique occidentale. Jornal de Sciencias Mathematicas, Physicas e Naturaes, Academia Real das Sciencias de Lisboa, vol. 3, no 9, p. 66-68 (texte intégral).
- Laurent, 1964 : Reptiles et batraciens de l'Angola (troisième note). Companhia de Diamantes de Angola (Diamang), Serviços Culturais, Museu do Dundo (Angola), vol. 67, p. 1-165.